# Budrovac Lukački
Budrovac Lukački – wieś w Chorwacji, w żupanii virowiticko-podrawskiej, w gminie Lukač. W 2011 roku liczyła 138 mieszkańców.